# Heinrich Haasis

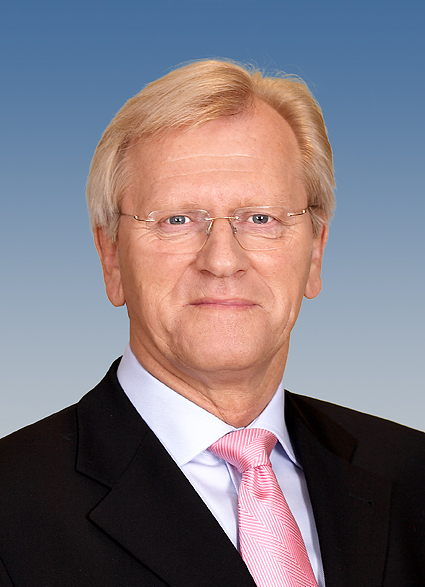
Heinrich Haasis

Heinrich Haasis (* 21. April 1945 in Streichen bei Balingen) ist ein deutscher Politiker der CDU und war von 2006 bis 2012 Präsident des Deutschen Sparkassen- und Giroverbands. Seit 2012 ist er Vorstandsvorsitzender der Sparkassenstiftung für internationale Kooperation.

## Beruf und Familie
Nach Gymnasium und Höherer Handelsschule absolvierte Haasis die Ausbildung für den gehobenen baden-württembergischen Verwaltungsdienst, die er 1968 mit der Staatsprüfung zum Diplom-Verwaltungswirt (FH) abschloss. Von 1968 bis 1971 arbeitete er bei den Stadtverwaltungen in Nürtingen und Hechingen.
Haasis hat zwei Kinder aus erster Ehe und ist in zweiter Ehe mit der ehemaligen Landtagsabgeordneten Ingrid Haasis-Blank verheiratet.

## Politische Karriere
1971 wurde Haasis zum Bürgermeister der Gemeinde Bisingen im Zollernalbkreis gewählt. Ab 1971 war er Mitglied des Kreistags des Landkreises Hechingen und nach der Kreisreform in Baden-Württemberg ab 1974 Mitglied des Kreistags des Zollernalbkreises. Von 1981 bis 1991 war Haasis Landrat des Zollernalbkreises und in dieser Funktion auch Vorsitzender des Verwaltungsrats der Kreissparkasse Balingen (heutige Sparkasse Zollernalb) sowie von 1989 bis 1991 Vorsitzender der Philipp-Matthäus-Hahn-Stiftung, einer Stiftung zur Förderung von begabten Studierenden und wissenschaftlichem Nachwuchs an der Hochschule Albstadt-Sigmaringen.
Vom 5. Mai 1976 bis 31. Mai 2001 war Haasis Mitglied des Landtags von Baden-Württemberg; ab 1980 war er stellvertretender Vorsitzender der Landtagsfraktion der CDU.

## Sparkassenarbeit

### Baden-Württemberg
Im September 1991 wurde Heinrich Haasis von der Verbandsversammlung zum Präsidenten des Württembergischen Sparkassen- und Giroverbands gewählt. 1998 wurde er in diesem Amt bestätigt. Der Württembergische und der Badische Sparkassen- und Giroverband fusionierten mit Wirkung vom 1. Januar 2001 zum Sparkassenverband Baden-Württemberg (SVBW). Haasis war ab dem Zeitpunkt der Fusion bis zum 30. April 2006 Verbandsvorsteher (Präsident) des SVBW.
Erfolge seiner Amtszeit waren unter anderem die Übernahme der bis dahin landeseigenen badischen und württembergischen Gebäudebrandversicherungsanstalten durch die Sparkassen-Finanzgruppe 1994, die Fusion zur Landesbank Baden-Württemberg 1999 und die Fusion der beiden Sparkassenverbände in Baden-Württemberg. Ab Oktober 1999 war Haasis erster Vizepräsident und Vorsitzender der Verbandsvorsteherkonferenz des Deutschen Sparkassen- und Giroverbands (DSGV).

### Deutscher Sparkassen- und Giroverband
Am 1. Dezember 2005 wurde Haasis von der Verbandsversammlung als Nachfolger von Dietrich H. Hoppenstedt mit Wirkung vom 1. Mai 2006 zum Präsidenten des Deutschen Sparkassen- und Giroverbands (DSGV) gewählt.
Die erste große Herausforderung seiner Amtszeit war der Kauf der Landesbank Berlin Holding. Nach der durch Immobiliengeschäfte ausgelösten Krise der Bankgesellschaft Berlin, dem Vorgängerinstitut der Landesbank Berlin Holding, 2001 wurde die Bank durch eine vom Land Berlin übernommene Kapitalerhöhung stabilisiert. Diese Maßnahme wurde von der EU-Kommission als staatliche Beihilfe angesehen und nur unter der Auflage genehmigt, dass das Land Berlin bis 2007 seine Anteile an der Bank verkaufen musste. Die Kommission beharrte auf einem diskriminierungsfreien Verkauf, bei dem öffentlich-rechtliche Kreditinstitute privaten gegenüber nicht bevorteilt werden durften. Da die Berliner Sparkasse Bestandteil der Bankgesellschaft Berlin war, hätte die Situation eintreten können, dass eine Sparkasse mit sämtlichen Markenrechten von einem nicht zur Sparkassenorganisation gehörenden Käufer übernommen worden wäre. Durch diesen Präzedenzfall wäre das Dreisäulensystem im deutschen Bankwesen mit seiner strikten Trennung zwischen Genossenschaftsbanken, öffentlich-rechtlichen Sparkassen und privaten Geschäftsbanken ausgehöhlt worden. Dies wollte die Sparkassen-Finanzgruppe unter Federführung des DSGV und seines Präsidenten auf jeden Fall verhindern. Am vom Land Berlin durchgeführten Bieterverfahren zum Verkauf der Landesbank Berlin Holding beteiligten sich neben dem DSGV 18 weitere nationale und internationale Kaufinteressenten, unter anderem die Bayerische Landesbank, die Landesbank Baden-Württemberg sowie die Commerzbank. Am 15. Juni 2007 erhielt der DSGV den Zuschlag für den Landesanteil in Höhe von 81 Prozent. Der Kaufpreis für die übernommenen Aktien einschließlich der erstatteten Verfahrenskosten betrug 4,475 Mrd. Euro. Hinzu kamen 147 Mio. Euro für die Ablösung eines bestehenden Provisionsrechtes sowie 723 Mio. Euro für eine stille Einlage des Landes Berlin. Die Übernahme wird als großer persönlicher Erfolg Haasis’ angesehen, da für den Kauf die Zustimmung eines großen Teils der Vorstände und Verwaltungsräte der dezentral operierenden Sparkassen mit entsprechender Überzeugungsarbeit durch den DSGV-Präsidenten notwendig war.
2011 kauften die Sparkassen unter Federführung des DSGV und seines Präsidenten die Anteile der Landesbanken an der DekaBank und sind seitdem Alleineigentümer dieses Instituts.
Haasis' Amtszeit endete am 15. Mai 2012. Er hatte zuvor erklärt, nach Ablauf der Amtszeit nicht erneut kandidieren zu wollen. Bereits am 30. November 2011 wurde deshalb der ehemalige bayerische Finanzminister Georg Fahrenschon zu seinem Nachfolger gewählt.

## Weitere Ämter
Heinrich Haasis war Mitglied des Verwaltungsrats der Landwirtschaftlichen Rentenbank, von 1. Mai 2006 bis 15. Mai 2012 Verwaltungsratsvorsitzender der DekaBank Deutsche Girozentrale und von September 2007 bis Juni 2012 Vorsitzender des Aufsichtsrates der Landesbank Berlin Holding AG. Ferner war er Vorsitzender des Aufsichtsrates der Deutschen Sparkassen Leasing Verwaltungs-AG, Vorsitzender des Aufsichtsrates der Stiftung Schloss Neuhardenberg GmbH, Mitglied im Verwaltungsrat der Kreditanstalt für Wiederaufbau (KfW) und im Verwaltungsrat der Bundesanstalt für Finanzdienstleistungsaufsicht (BaFin).
Im Mai 2012 wurde er zum Präsidenten des Weltinstitutes der Sparkassen (WSBI) gewählt. Er hat am 1. Juli 2012 den Vorstandsvorsitz der Sparkassenstiftung für internationale Kooperation übernommen.
Außerdem ist Haasis Mitglied im Kuratorium der Akademie für gesprochenes Wort in Stuttgart.

## Auszeichnungen
Haasis ist Träger des Großen Verdienstkreuzes des Verdienstordens der Bundesrepublik Deutschland und Inhaber der Verdienstmedaille des Landes Baden-Württemberg. Am 13. Dezember 1992 wurde er aufgrund seiner Verdienste um die Fachhochschule Albstadt-Sigmaringen (heute Hochschule Albstadt-Sigmaringen), insbesondere um den Doppelstandort Albstadt, zum Ehrensenator ernannt. Die Verleihung fand im Stauffenberg-Schloss in Lautlingen statt. Am 2. Mai 2013 wurde Heinrich Haasis zum Ehrenbürger der Gemeinde Bisingen ernannt. 2016 erhielt Haasis die Ehrensenatorwürde der Hochschule der Sparkassen-Finanzgruppe.